# Alita de mosca
Alita de mosca es el nombre del quinto álbum musical del grupo sevillano Narco.
Es el segundo disco que graba Narco sin la voz de Chato Chungo, después de toda la polémica surgida en torno a su anterior disco (Registro de penados y rebeldes, 2003) y la posterior separación del grupo.
Con este disco la formación vuelve a contar con dos cantantes, siendo el vocalista Distorsión Morales el sustituto de Chato.

## Canciones
| N.º | Título                                   | Duración |  |
| 1.  | «Intro»                                  | 1:28     |  |
| 2.  | «Soy el narco»                           | 3:52     |  |
| 3.  | «Sotánico»                               | 3:01     |  |
| 4.  | «Son ellos»                              | 4:24     |  |
| 5.  | «La última cena»                         | 4:36     |  |
| 6.  | «Estrellas en el pecho»                  | 4:18     |  |
| 7.  | «Julio César Chaves»                     | 4:26     |  |
| 8.  | «Dáme veneno»                            | 4:02     |  |
| 9.  | «Exorcismos caseros»                     | 2:59     |  |
| 10. | «Intro»                                  | 1:12     |  |
| 11. | «La hermandad de los muertos»            | 4:40     |  |
| 12. | «Pa los restos y un día»                 | 3:59     |  |
| 13. | «El hombre que susurraba a los camellos» | 1:05     |  |
| 14. | «Mi negocio»                             | 7:16     |  |

| Edición especial |                         |          |  |
| N.º              | Título                  | Duración |  |
| 15.              | «Gusano tabernero»      | 3:03     |  |
| 16.              | «Hace falta una guerra» | 4:01     |  |